# トミー・フリートウッド
トーマス・ポール・フリートウッド（Thomas Paul Fleetwood, 1991年1月16日 - ）は、イングランドのマージーサイド州サウスポート出身のプロゴルファー。世界ランキング最高位は9位。2024年パリオリンピック銀メダリスト。

## 経歴
2024年のパリオリンピックではスコッティ・シェフラーに1打差の2位で、銀メダルを獲得した。
2025年6月のトラベラーズ選手権では54ホールを終えて首位に立ち、悲願のPGAツアー初優勝に迫ったが、最終ホールでキーガン・ブラッドリーに逆転を許し、優勝を逃した。

## 人物
2017年に23歳年上のマネージャー、クレア・クレイグと結婚。翌年に息子のフランキーが誕生した。また、クレアが前夫との間に儲けた2人の継息子、オスカーとマレーもおり、2024年4月にはオスカーがチャレンジツアーに初出場。その際はキャディを務めた。
エヴァートンFCのファン。